# Turó d'en Buc de les Nogueres
El Turó d'en Buc de les Nogueres és una muntanya de 276 metres que es troba al municipi de Tordera, a la comarca del Maresme.